# سینتیانا، ایندیانا
سینتیانا (به انگلیسی: Cynthiana) یک شهرک در ایالات متحده آمریکا است که در شهرستان پسی، ایندیانا واقع شده‌است. سینتیانا ۱٫۰۳ کیلومتر مربع مساحت و ۵۴۵ نفر جمعیت دارد و ۱۴۶ متر بالاتر از سطح دریا قرار دارد.